# ماسانوری ایشیکاوا
ماسانوری ایشیکاوا (انگلیسی: Masanori Ishikawa؛ زادهٔ ۲۲ ژانویهٔ ۱۹۸۰) بازیکن بیس‌بال اهل ژاپن است.